# 君は冥土様。
『君は冥土様。』（きみはめいどさま、英題：You are Ms. servant.）は、しょたんによる日本の漫画作品。小学館漫画配信サイトおよび漫画アプリ『サンデーうぇぶり』にて2020年6月28日より隔週日曜日に配信。2022年には作者の体調不良により、同年11月27日の配信分を最後に休載していたが、その後、2023年8月13日の配信分より連載を再開している。
主人公が自分の家を訪ねてきた元殺し屋のメイドと共同生活を送っていく様を描いたアクションラブコメディ作品。2024年10月時点でコミックスの累計発行部数は75万部を突破している。
本作の第1話は、元々作者のしょたんが同人誌での読み切り作品として描いたものであり、インタビューでは本作を描くきっかけとなったものとして伊坂幸太郎の小説『殺し屋シリーズ』や映画『RED/レッド』といった作品の名を挙げ、それらで描かれている「殺し屋が日常に溶け込もうとする」というテーマが本作のベースとなっていること、さらに作者自身が漫画『BLACK LAGOON』の登場人物・ロベルタ（同作ではメイドという設定）が好きなこともあり、そこから「暗殺者のメイドを描こうと思った」ことを明かしている。
2023年12月にテレビアニメ化が発表され、2024年10月から12月まで放送された。

## あらすじ
高校生の横谷人好はある日、家を訪ねてきたメイドから開口一番「私を使用人として雇って欲しい」とお願いされる。前職は殺し屋、特技は暗殺という異色の経歴を持つ彼女に戸惑った人好は、一度は頼みを断ってしまうが、ひょんなことから彼女に命を救われたのを機に考えを改め、使用人として迎え入れる。しかしそのメイド・雪は、家事に関しては全くの初心者であり、かつ天然のドジっ子だった。それでも人好は彼女と過ごしていくうちにその純真さ、ひたむきさに触れ、いつしか好意を抱くようになる。そして雪もまた人好と出会ったことで、少しずつ感情を芽生えさせていくのだった。

## 登場人物
声の項は特記がない限りテレビアニメ版の声優。

### 主要人物
横谷 人好（）
声 - 熊谷俊輝 / 代永翼（テレビCM）
本作の主人公。本編開始時点では15歳で、第10話より16歳となっている。1月1日生まれ。
私立小木曾高等学校に通う高校1年生。両親は不在で、母と妹の李恋とは離れて暮らしている。家事は得意ではないらしく、第1話では家中に物が散乱している状態だった。
自分の家を訪ねてきた雪からいきなり雇って欲しいと頼まれるが、元殺し屋という彼女の経歴に恐れをなし、一度は断るものの、トラックに轢かれそうになったところを助けてもらったことで見方を変え、彼女を使用人として雇う。
お人よしな性格で、裏社会の住人であるグレイスや張とも普通に接しているほか、家に捨てられていた犬を引き取り、そのまま飼い主になっている。
当初、雪の破天荒な言行にツッコミを入れることが多かったが、一緒に過ごしていくうちに彼女に対し明確な好意を抱くようになる。
同じクラスの大河や小鉢とは小学校からの付き合いで、3人まとめて3バカと呼ばれており、中学時代に荒れていた時に精神面で支えてくれた2人に対し今でも心から感謝している。
また、拾った犬に「あげもち太郎」と名付けるなどネーミングセンスがないことを自覚しており、雪に名前を与える際には慎重に考えていた。
雪曰く、前の主人である葉室とは「嫡子の妻のいとこの次男の家に居候していた女性の孫」にあたり、これには人好本人も思わず「他人では?」とツッコんでいる。
好物は揚げ物で、背が低いことがコンプレックス。
雪（）
声 - 上田麗奈
本作のヒロインで、人好の家で使用人として雇われた女性。推定年齢21歳。
名前は、彼女が冬生まれであることにちなみ人好が命名したもの。
基本メイド服姿で、小木曾高校では人好のいとことして同じクラスに編入し、その際彼と同じ「横谷」姓を名乗っている。
出生名はマリアで、かつては「白狼の雪」（はくろうのシュエ）として名を知られる最強の殺し屋だった。
幼い頃から他国の言葉を理解するほどの知能を有し、世間では神童として扱われていたが、これに目を付けた裏社会のとある人物によって両親を殺された上、妹共々拉致され竜生九子の一員となった。以来14年に渡り組織の下で数多くのターゲットを殺害してきたが、ある時を境に裏社会から姿を消した。その後は葉室の使用人として勤めあげ、のちに彼の紹介により人好の家を訪ねる。
ずば抜けた身体能力を持ち、戦闘においては彼女に敵う者はいないほどの実力を誇る。しかし家事に関しては未経験で、初期のころはモップ掛けすらできないほどのドジっぷりを披露していたが、本人の努力によりある程度の家事ならこなせるまでに成長した。また、幼い頃に野犬がいる山に置いて行かれたトラウマから犬が大の苦手だったものの、現在は克服している。
冷静沈着な性格ながらも子どものような純真さを併せ持っており、人好をはじめ心を許している人の前では素直に感情を表している。
生まれてから殺し屋として活躍していた時までの記憶をほとんど失っていたが、今では少しずつ記憶を取り戻しつつある。
好物は勝田のソースで、「もし明日死ぬかもしれないと思ったら最後にもう一度味わっておきたい」と言うほど虜になっている。ほかにもナイフなどの刃物に対して並々ならぬ愛着を持ち、懐には常に数本のナイフを忍ばせている。
横谷 李恋（）
声 - 飯田ヒカル
人好の妹。11歳。4月4日生まれ。現在は母親の下で暮らしている。
姉がいる暮らしに憧れており、一時期は姉欲しさのあまり人好を姉だと思い込んでいた時期があったほか、単行本第2巻のおまけ漫画では姉になった人好と一緒に生活する夢を見ていた。美人や強い人に目がなく、初対面で雪に好感を抱いて以降は姉のように慕っており、彼女が日常生活に溶け込むうえでの一助となっている。
天真爛漫な性格でいつも人好を振り回してばかりいるが、定期的に連絡を取りあったりと仲は良好で、彼の家にちょくちょく遊びに来たりしている。
自分の自転車に「ヴィクトリア」と名付けるなど年の割にませたところがあり、事あるごとに雪と人好をくっつけようとしている。
グレイス
声 - Lynn
雪を追って日本へやって来た殺し屋の女兼情報屋。雪の過去を知る数少ない人物の一人。
サントリーニ島で男を囲って余生を過ごすことを目標としており、自らの評判を上げるべく雪の命を狙うが敗北し、以降は二度と手を出さないことを約束した。その後は小木曾高校に新田（）という名前で体育教師として勤務し、人好と雪の関係を観察する側に回っている。
飄々とした性格で面白いことを好み、教師として働いているのも、最強の殺し屋だった雪が一般人である人好に仕えていることに好奇心をそそられたからである。このこともあってか人好に対しても関心を持ち、セクハラまがいのボディタッチを仕掛けては雪からしっぺ返しを食らっている。
特技は変装と盗聴で、自身も戦闘よりは変装の方が得意だと話している。
好物はラーメンとタバコと酒。
あげもち太郎（）
声 - 松井恵理子
人好の家の前に捨てられていた子犬。揚げ餅を思わせる丸っこい見た目から人好によって名付けられた。愛称は「もち太」。人懐っこい性格で、人好や李恋によくかわいがってもらっている。捨てられていた時、一緒に置かれていた毛玉の付いたタオルがお気に入りで、雪が誤って切り刻んだ際は涙を流すほど悲しんでいた。ちなみに作者のお気に入りのキャラクターでもあり、インタビューでは「あげもち太郎を描いている時が作中で一番楽しい」と語っている。

### 私立小木曾高等学校の生徒
黒川 大河（）
声 - 永塚拓馬
人好のクラスメイトの少年で、幼馴染。中学時代に荒れていた人好を精神面で支えるなど、彼とは親しい関係を築いている。クラスの男子の中では一番運動神経がよく、勝田祭で行われたケイドロでは勝田のソースを模した自作のアーマーを着て参加したが、相手の武に対し、特に活躍することなく敗れ去っている。
勝田のソースの愛好者であり、Nazcaのファン。
山下 小鉢（）
声 - 天﨑滉平
人好のクラスメイトの少年で、幼馴染。背が低く幼い外見をしている。人好が自分や大河よりも雪と仲良くしていることに少し嫉妬している。
日陰 ナカ（）
声 - 稲垣好
人好のクラスメイトの少女。3月3日生まれ。15歳。
幼少期に母親を亡くして以来、兄の武の下で武芸にいそしんでいるほか、忍者としての身のこなしを身に着けている。雪にとって初めての友達であり、勝田祭で行われたケイドロでは事前の情報収集に加え煙幕や変わり身の術を駆使して彼女を手助けした。
兄と比べて小柄でひ弱な自分にコンプレックスを持っており、自分の実力を認めてほしいと思っている反面、「普通の女の子」に生まれていたらと考えることも多く、雪もその点に関して共感を示している。
日陰 武（）
声 - 古川慎
小木曾高校の生徒会長で、ナカの兄。17歳。5月5日生まれ。がたいのいい体格をしており、額には傷跡がある。
日陰流武術の正統後継者で、ナカからは「兄様」と呼ばれている。実力至上主義かつ完璧主義であり、普段は妹に厳しく接しているが、その実妹に対し熱烈な愛情を抱いており、本人の前ではそれをひた隠しにしている。
勝田祭のケイドロではハンデにより1人参加だったものの、人ひとりを片手で軽々と投げ飛ばすほどのパワーとスピードを発揮し、勝利を飾っている。
ナカへの愛情が強いゆえに雪が彼女と親しくすることを快く思っておらず、勝田祭のケイドロでは雪に対し敵意をあらわにしている。
鰀目 錦綺（）
声 - 土岐隼一
生徒会のメンバーの一人で、学校一の人気者。勝田祭のケイドロでは生徒会の一員として怪我人は出せないという理由から、水薙と共に武に投げ飛ばされた生徒をキャッチするなどしてサポートに回った。その際、彼と互角の勝負を繰り広げた雪に対し一目を置いている。
鰀目 水薙（）
声 - 青木瑠璃子
生徒会のメンバーの一人で、錦綺の双子の弟。姉共々学校一の人気者であり、勝田祭のケイドロでは錦綺と共にサポートに回っている。

### 人好の家族（横谷家）
横谷 新（）
声 - 森川智之
人好の父親。人好が幼い頃に妻（人好の母）とは離婚している。仕事で家にはほとんど帰っておらず、人好とは長い間疎遠になっていた。
葉室とは仕事を通じて知り合っており、雪のことも彼から聞かされている。
ちなみに妻とは別れた今も良好な関係にある。
カタリナ（人好の母）
声 - 松井恵理子
夫の新とは離婚しており、現在は李恋と2人で暮らしている。離婚の経緯については不明。
体が病弱で、今もベッドから離れられない生活を送っている。
かつては夢見の悪かった人好を膝枕で寝かしつけたりと、それなりに愛情は注いでいた模様。

### 雪の関係者
張 宜興（）
雪が殺し屋時代に世話になっていた便利屋。35歳。11月11日生まれ。
元々は匕首鳥で武器の売買に携わっていたブローカーの一人で、雪に武器を流すだけでなく、幼かった彼女の面倒も見ていた。しかし、上司が彼女に暗殺されたことを機に組織から関与を疑われ、激しい拷問の末、精神に異常をきたしてしまった。それ以降、雪を崇拝し、彼女に殺されることを願うようになる。
雪が訪れた際は自身の願いを聞き入れてもらうべく脅しまで行ったが、彼女に説得されてからは猫カフェの店員に落ち着いた。
顔におびただしい数の傷を負っており、それを隠すため常にガスマスクを着けている（のちにヘルメットに変えた）。
アンナ
声 - 市ノ瀬加那
雪の実の妹で、Nazcaの専属ボディガード。雪と互角に戦えるほどの戦闘スキルを備えているほか、見たものを完璧に記憶する能力を持っている。
幼少期は花（）と呼ばれ、幼い頃に雪と共に連れ去られて以降、裏社会のとある人物の庇護の下で暮らしていた。しかし、暗殺の任務をこなすうちに精神をすり減らしていく姉の姿を見るに堪えなくなり、のちに彼女の元を離れた。
Nazcaとは彼女から金品を奪おうとして失敗した縁から知り合いとなり、彼女からの援助の下で戦闘スキルを身に着けている。
かつては雪を慕っており、Nazcaのボディガードとなってからも姉を守るという名目で雪に敵対する者たちを皆殺しにしていたが、その過程で姉を救うには殺す以外にないという考えに至った。だが、雪との戦いで敗北した際に本心を知ってからは、無事関係を修復している。
人好とは日本にいた時に知り合っており、彼の前では杏（あん）と名乗っていた。
葉室（）
声 - 塾一久
雪がかつて使用人として仕えていた老人。故人。雪からは「お館様」と呼ばれていた。
回想シーンでは寝たきり状態となっている描写から、生前は病に臥せっていたと思われる。
雪が殺し屋だったことを知っており、彼女が家族として迎え入れられることを願って人好の家を紹介した。
雪のメイド服は彼からの贈り物であり、彼女にとっては彼との思い出をつなぐ忘れ形見となっている。

### その他
Nazca（ナスカ）
声 - 早見沙織
世界的に有名な女性アーティストであり、アンナの雇い主。
アンナと親密な仲を築いていることで女性ファンからの人気も高いが、裏では途轍もない財力を用いて彼女に武器を提供している。
とある理由から雪の死を望んでおり、アンナを支援するのも彼女に自身の望みを果たさせるためだが、その真意は不明。
また、歌声で人の心を操る異能の持ち主でもあり、雪とアンナが戦った際は、自身のライブ会場に集まった客を洗脳し、人質として利用している。
勝田のソースの愛好者。
勝田 福（）
声 - 金田朋子
人好が暮らす町の商店街にある老舗・勝田惣菜店を営む老婦人。夫と共に60年間店を切り盛りしており、その総菜のおいしさから店には有名人がお忍びで買いに来るという噂が立っている。糸目が特徴的な人物で、番外編では雪に神と呼ばれていた。
勝田爺
声 - 飛田展男
福の夫。本名は不明。普段は加齢から手先が震えているが、豚カツを切る時は震えが止まり、的確に切る一流の職人。気を抜いていたとはいえ雪の背後を取る等、底知れない一面がある。

## 作中用語
竜生九子（りゅうせいきゅうし）
雪がかつて所属していた、世界各国からの人材で構成される暗殺集団。人類史の裏には彼らの存在があると言われるほど強大な力を持っており、それゆえ敵対組織も多い。各構成員については雪自身も知らない部分が多く、実態は謎に包まれている。名前自体は、中国の伝承に登場する生物の総称。
匕首鳥（ビーシャオニィアオ）
張がかつて所属していたブローカー犯罪組織。
勝田のソース
「勝田ソース」とも呼ばれる。勝田惣菜店でオリジナル商品として売られているとんかつソースで、雪の好物。レシピは福の夫が考案しており、店では惣菜と並んで人気がある。人好が暮らす町では雪のためにこのソースを置いている店もある。
勝田パン
小木曾高校の購買部にのみ卸されている焼きそばパン。勝田のソースをふんだんに使っており、校内では1番人気がある。グレイスが雪と取引をする際にも用いられた。
勝田三大祭
小木曾高校で毎年期末後に行われる体育祭・文化祭・音楽祭の3つを合わせた総称。通称は「勝田祭」で、高校の創立者が勝田惣菜店のファンだったことからその名前が付いた。各イベントでクラスごとのランキングが存在し、それらの順位を合わせた総合順位によって勝敗を決めている。また、イベントごとの成績だけでなく、学期ごとの期末テストにおけるクラスの平均点も得点として加算されるため、テストの点数が低くても実技での得点で挽回できるようになっている。優勝したクラスには様々な特典が与えられ、その中の一つとして、このイベントのために特別に作られた「勝田PREMIUMソース」（通称：プレ勝）がある。なお、期末テストで赤点を取得した者はその学期での参加資格を失ってしまう。

## 書誌情報
- しょたん『君は冥土様。』小学館〈サンデーうぇぶり少年サンデーコミックス〉、既刊10巻（2025年3月12日現在）
  1. 2020年10月12日発売[9][10]、ISBN 978-4-09-850306-3
  2. 2021年2月12日発売[11]、ISBN 978-4-09-850403-9
  3. 2021年7月12日発売[7]、ISBN 978-4-09-850549-4
  4. 2021年12月10日発売[12]、ISBN 978-4-09-850812-9
  5. 2022年5月12日発売[13]、ISBN 978-4-09-851138-9
  6. 2022年11月10日発売[14]、ISBN 978-4-09-851353-6
  7. 2024年1月12日発売[15]、ISBN 978-4-09-853082-3
  8. 2024年8月8日発売[16]、ISBN 978-4-09-853505-7
  9. 2024年10月3日発売[17]、ISBN 978-4-09-853623-8
  10. 2025年3月12日発売[18]、ISBN 978-4-09-854002-0

## テレビアニメ
2024年10月から12月まで、テレビ朝日系列『NUMAnimation』枠ほかにて放送された。

### スタッフ
- 原作 - しょたん[6]
- 監督・音響監督 - 渡辺歩[6][19]
- シリーズ構成 - 赤尾でこ[6]
- キャラクターデザイン - 倉嶋丈康[6]
- メインアニメーター - 荻原みちる[6]
- プロップデザイン - 中園仁、上野卓志、林まい、橋本穂高
- 美術監督・美術設定 - 西山正紀[19]
- 色彩設計 - 田中千春[19]
- 撮影監督 - 山本雄介[19]
- CGディレクター - 鈴木雅臣[19]
- 編集 - 廣瀬清志[19]
- 音響効果 - 奥田維城
- 音楽 - 得田真裕[6]
- チーフプロデューサー - 白倉由紀子、飯泉朝一、備前島幹人
- プロデューサー - 遠藤一樹、倉島洋一、西啓、水谷圭、藤澤佑介、中川瑛美、中智仁、松井優子
- アニメーションプロデューサー - 佐々木健太
- アニメーション制作 - FelixFilm[6]
- 製作 - 君は冥土様。製作委員会[6]

### 主題歌
「おとずれ」
tricotによるオープニングテーマ。作詞は中嶋イッキュウ、作曲・編曲はtricot。
「表情差分」
DUSTCELLによるエンディングテーマ。作詞・作曲・編曲はMisumi。

### 各話リスト
| 話数   | サブタイトル                                            | 脚本     | 絵コンテ | 演出                     | 作画監督                                                             | 総作画監督                                                                       | 初放送日       |
| ------ | ------------------------------------------------------- | -------- | -------- | ------------------------ | -------------------------------------------------------------------- | -------------------------------------------------------------------------------- | -------------- |
| 第1話  | 君と運命の出会い。                                      | 赤尾でこ | 渡辺歩   | 播摩優                   | 村山綾音 橋本穂高                                                    | 荻原みちる                                                                       | 2024年 10月6日 |
| 第2話  | 君は知りたい。                                          | 赤尾でこ | 牧野友映 | 牧野友映                 | 市橋雄一 村山綾音 小島祐佳                                           | 三島千枝                                                                         | 10月13日       |
| 第3話  | 君は雪さん。                                            | 赤尾でこ | 信田ユウ | 信田ユウ 濱田翔          | 米田騎士 村山綾音 佐藤人美 劉軍 王立平 朱朱 EN.studio                | 山﨑理瑠花                                                                       | 10月20日       |
| 第4話  | 君は逃さない。                                          | 赤尾でこ | 友田政晴 | 友田政晴 吉永遥佳        | 市橋雄一 小島祐佳 橋本穂高                                           | 三島千枝                                                                         | 10月27日       |
| 第5話  | 君の護りたいもの。                                      | 篠塚智子 | 辻初樹   | 濱田翔                   | 森貞薫平 橋本穂高 和田勝之 小島祐佳                                  | 森山剛史                                                                         | 11月3日        |
| 第6話  | 君は割と寂しがりや。                                    | 赤尾でこ | 八谷賢一 | 濱田翔                   | SAI YUKI 杭新華                                                      | 栗田聡美 張鵬 SAI 葉增堯                                                         | 11月10日       |
| 第7話  | 君は遂にそこに気付いた。 -THE HALLOWEEN NIGHT WITH YOU- | 赤尾でこ | 敷島博英 | 薮内悠                   | 金田栄二 こうのけいこ 斎藤千比呂 熊谷香代子 鷲田敏弥                 | 三島千枝                                                                         | 11月17日       |
| 第8話  | 君と食欲の秋。                                          | 篠塚智子 | 小林孝志 | 小林孝志                 | 和田勝之 日根野優子 米田騎士                                         | 油井徹太朗 張鵬                                                                  | 11月24日       |
| 第9話  | 君と文化の段。                                          | 篠塚智子 | 辻初樹   | 白石道太                 | 小島祐佳 日根野優子 STUDIO MASSKET                                   | 三島千枝 油井徹太朗 石井ゆみこ 張鵬 森川侑紀 新井智之 胡峰诚 葉增堯              | 12月1日        |
| 第10話 | 君と禁断の果実。                                        | 赤尾でこ | 信田ユウ | 信田ユウ 濱田翔 吉永遥佳 | 市橋雄一 日根野優子 張鵬                                             | 森山剛史                                                                         | 12月8日        |
| 第11話 | 君の祈りは神の祈り。                                    | 篠塚智子 | 辻初樹   | 薮内悠                   | 飯飼一幸 上月庸右 東海林真一 中村与史子 丸英男 斎藤千比呂 熊谷香代子 | 三島千枝 森川侑紀 張鵬                                                           | 12月15日       |
| 第12話 | 君たちによる福音。                                      | 赤尾でこ | 梅津朋美 | 梅津朋美                 | 米田騎士 村山綾音 橋本穂高 市橋雄一                                  | 荻原みちる 三島千枝 中野圭哉 佐藤人美 張鵬 新井智之 森川侑紀 森山剛史 油井徹太朗 | 12月22日       |

### 放送局
| 放送期間                   | 放送時間                     | 放送局                                          | 対象地域 | 備考                                   |
| -------------------------- | ---------------------------- | ----------------------------------------------- | -------- | -------------------------------------- |
| 2024年10月6日 - 12月22日   | 日曜 1:30 - 2:00（土曜深夜） | テレビ朝日（製作参加） ほか系列フルネット全24局 | 日本国内 | 『NUMAnimation』枠                     |
|                            | 日曜 23:00 - 23:30           | AT-X                                            | 日本全域 | CS放送 / リピート放送あり              |
| 2024年10月13日 - 12月29日  | 日曜 1:00 - 1:30（土曜深夜） | BS朝日                                          | 日本全域 | 製作参加 / BS/BS4K放送 / 『アニメA』枠 |
| 全放送局で字幕放送を実施。 |                              |                                                 |          |                                        |

| 配信開始日     | 配信時間                   | 配信サイト | 備考                                           |
| -------------- | -------------------------- | --- | ---------------------------------------------- |
| 2024年10月6日  | 日曜 1:30（土曜深夜） 更新 | ABEMA | 製作参加（AbemaTV） / 地上波同時・単独先行配信 |
| 2024年10月11日 | 金曜 0:00 以降順次更新     | DMM TV dアニメストア FOD Hulu J:COM STREAM 見放題 Lemino milplus Prime Video TELASA U-NEXT アニメタイムズ アニメ放題 Pontaパス バンダイチャンネル | 見放題配信                                     |
|                |                            | HAPPY!動画 J:COM STREAM milplus music.jp Prime Video TELASA YouTube テレ朝動画 バンダイチャンネル ビデオマーケット                                | 都度課金配信                                   |

### BD
| 巻  | 発売日        | 収録話         | 規格品番         | 規格品番         |
| 巻  | 発売日        | 収録話         | 特装版           | 通常版           |
| --- | ------------- | -------------- | ---------------- | ---------------- |
| BOX | 2025年3月26日 | 第1話 - 第12話 | EYXA-14573/4/5/B | EYXA-14576/7/8/B |

### コラボレーション
- 放送開始直前の2024年10月3日、雪/シュエと死神坊ちゃんと黒メイドのアリスが“メイド服”をチェンジしたコラボイラストが公開された[27]。
- 2024年12月14日から2025年1月13日まで、「君は冥土様。×GiGOコラボキャンペーンが開催された[28]。

| テレビ朝日系列 NUMAnimation | テレビ朝日系列 NUMAnimation | テレビ朝日系列 NUMAnimation |
| 前番組                      | 番組名                      | 次番組                      |
| --------------------------- | --------------------------- | --------------------------- |
| 小市民シリーズ（第1期）     | 君は冥土様。                | メダリスト（第1期）         |